# Maya Forbes

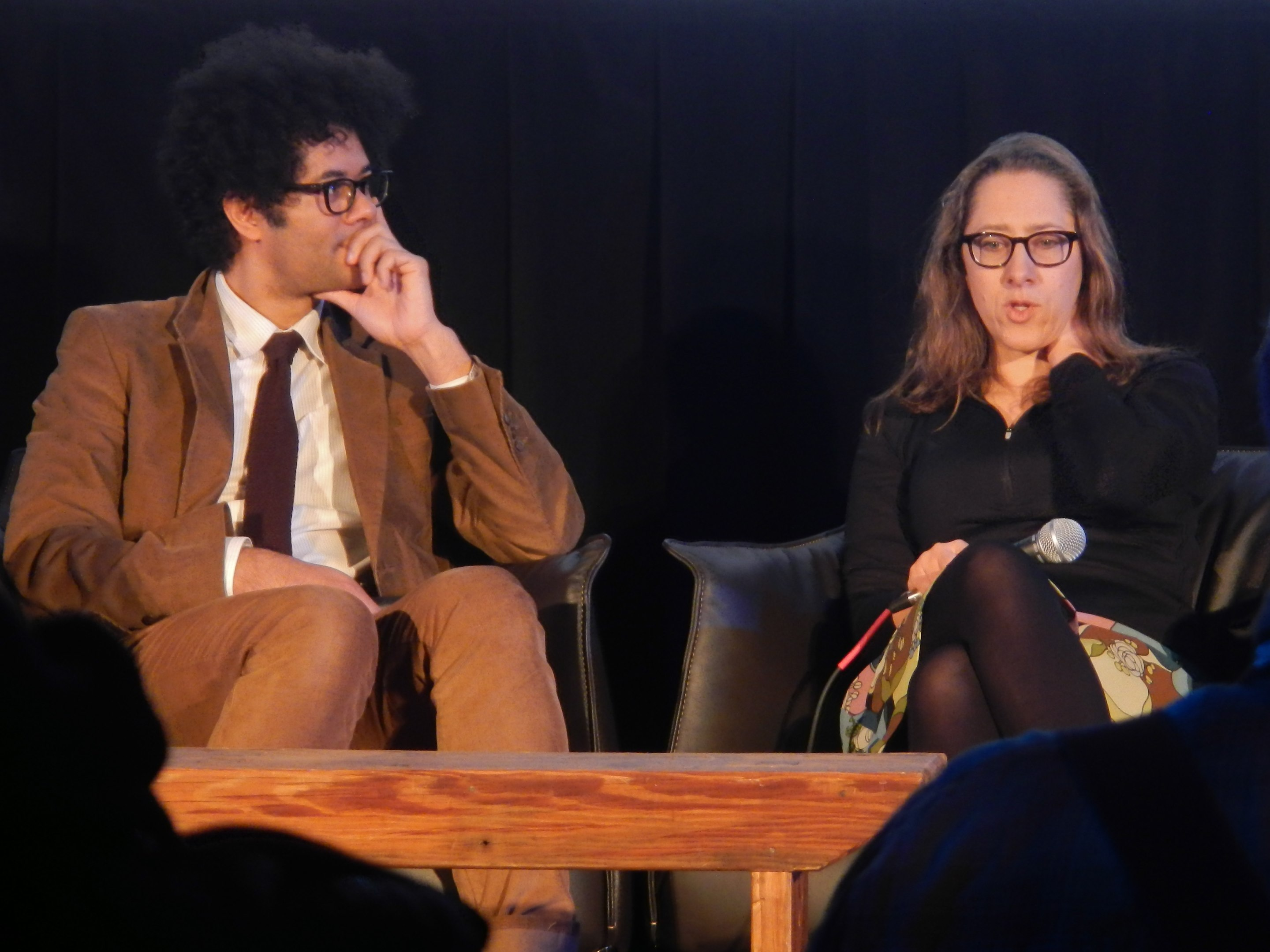
Maya Forbes (rechts)

Maya C. Forbes (* 23. Juli 1968 in Cambridge, Massachusetts) ist eine US-amerikanische Drehbuchautorin.

## Leben
Maya Forbes wurde 1968 in Cambridge, Massachusetts als Tochter von Peggy Forbes (geb. Woodford) und Donald Cameron Forbes (1939–1998) geboren. Ihr Vater war französisch-schottischer Abstammung, ihre Mutter ist Afroamerikanerin.
Zusammen mit ihrer Schwester China Forbes, besuchte sie die Phillips Exeter Academy, wo beide auch studierten. Bekannt wurde sie vor allem durch die Fernsehserie Die Larry Sanders Show und die Filme Infinitely Polar Bear und Monsters vs. Aliens.
2004 heiratete sie Wallace Wolodarsky. Mit ihm bekam sie ein Kind.

## Filmografie (Auswahl)
- 1992–1997: Die Larry Sanders Show (The Larry Sanders Show, Fernsehserie, 17 Episoden)
- 1997: The Naked Truth (Fernsehserie, Episode 2x01)
- 2004: Seeing Other People
- 2008: The Rocker – Voll der (S)Hit (The Rocker)
- 2009: Monsters vs. Aliens
- 2012: Gregs Tagebuch 3 – Ich war’s nicht! (Diary of a Wimpy Kid: Dog Days)
- 2014: Infinitely Polar Bear
- 2016: American Crime Story (Fernsehserie, Episode 1x04)
- 2017: Bailey – Ein Freund fürs Leben (A Dog’s Purpose)
- 2017: Der Polkakönig (The Polka King)
- 2019: Bailey – Ein Hund kehrt zurück (A Dog’s Journey)
- 2020: Trolls World Tour
- 2021: The Good House (Regie und Drehbuch)